# Blatenský vrch
Blatenský vrch är ett berg i Tjeckien. Det ligger i regionen Karlovy Vary, i den västra delen av landet. Toppen på Blatenský vrch är 1 043 meter över havet. Berget ingår i Krušné hory (tyska: Erzgebirge).
Närmaste samhälle är Horní Blatná.